# Juramento de los efebos
El juramento de los efebos era un juramento hecho por hombres jóvenes (efebos) en la Atenas clásica, normalmente por ciudadanos atenienses de 18 años, al ingresar a al entrenamiento militar, requisito para obtener el estatus de ciudadanos. El solicitante estaba vestido con armadura completa, escudo y lanza en su mano izquierda, su mano derecha levantada y tocando la mano derecha del moderador. El juramento fue citado por el orador ático Licurgo de Atenas, en su obra Contra Leócrates (siglo IV a. C.), aunque el estilo que usa es elarcaico (siglo V a. C.). El Ephebato era una organización que entrenaba a los jóvenes de Atenas, principalmente en asuntos militares, existía desde el siglo V pero fue reorganizada por Licurgo de Atenas. El juramento se realizaba  en el templo de Aglauro, hija de Cécrope I, probablemente a la edad de dieciocho años cuando el joven se sometió a un examen (en griego: δοκιμασία, dokimasia) y su nombre era inscrito en el registro del demo. Luego fue un efebo hasta los veinte años.

## El juramento
El juramento de los efebos se conservan en una inscripción de Acharnae, que fue escrita a mediados del siglo IV a. C. Otras versiones del juramento se conservan en las obras de Estobeo y Pólux.

### Texto griego
Este es el juramento, tal como lo conserva Estobeo.

Οὐ καταισχυνῶ ὅπλα τὰ ἱερὰ, ουδ' εγκαταλείψω τον προστάτην ὅτῳ ἂν στοιχήσω, 

ἀμυνῶ δὲ καὶ ὑπὲρ ἱερῶν καὶ ὁσίων, καὶ μόνος καὶ μετὰ πολλῶν, καὶ τὴν πατρίδα οὐκ ἐλάττω παραδώσω, πλείω δὲ καὶ ἀρείω ὅσης ἂν παραδέξωμαι.
Καὶ εὐηκοήσω τῶν ἀεί κραινόντων, καὶ τοῖς θεσμοῖς τοῖς ἱδρυμένοις πείσομαι, καὶ ὅσους ἂν ἄλλους τὸ πλήθος ἱδρύσηται ὁμοφρόνως.
Καὶ ἄν τις ἀναιρῇ τοὺς θεσμούς ἢ μὴ πείθηται οὐκ ἐπιτρέψω, ἀμυνῶ δὲ καὶ μόνος καὶ μετὰ πάντων.
Καὶ τὰ ἱερὰ τὰ πάτρια τιμήσω.

Ἵστορες θεοί Ἄγραυλος, Ἐνυάλιος, Ἄρης, Ζεύς, Θαλλώ, Αὐξώ, Ἡγεμόνη.
No desprestigiaré las armas sagradas, ni abandonaré a mi camarada de la formación, quienquiera que sea.

También defenderé todo lo sagrado y santo, solo o con aliados y no legaré una patria más pequeña, sino mayor y más poderosa.
Acataré las ordenes de los sucesivos magistrados, y obedeceré las leyes establecidas y cuantas otras la asamblea dicte de buena ley.
Y si alguien deroga las leyes o no las obedece, no lo permitiré, sino que las defenderé solo o con aliados.
Respetaré los templos patrios.

Sean testigos estos dioses:  Agraulus, Enialio, Ares, Zeus, Taló, Auxo, Hegémone.